# Aroa melanoleuca
Aroa melanoleuca är en fjärilsart som beskrevs av George Francis Hampson 1905. Aroa melanoleuca ingår i släktet Aroa och familjen tofsspinnare. Inga underarter finns listade i Catalogue of Life.